# فيسنتي مارتينيز (مصارع رياضي)
فيسنتي مارتينيز (بالإسبانية: Vicente Martínez)‏ هو مصارع رياضي مكسيكي، ولد في 2 نوفمبر 1946.

## وصلات خارجية
- فيسنتي مارتينيز على موقع قاعدة بيانات المصارعة الدولية (الإنجليزية)
- فيسنتي مارتينيز على موقع أوليمبيديا (الإنجليزية)